# Dumb és Dumber kettyó
A Dumb és Dumber kettyó (eredeti cím: Dumb and Dumber To) 2014-ben bemutatott amerikai filmvígjáték, amelyet a Farrelly testvérek írtak és rendeztek. A film az 1994-es Dumb és Dumber – Dilibogyók folytatása. A főszerepben Jim Carrey, Jeff Daniels, Laurie Holden és Kathleen Turner látható.
Az Amerikai Egyesült Államokban 2014. november 14-én mutatta be az Universal Pictures, Magyarországon a következő hónapban szinkronizálva, december 11-én jelent meg a Freeman Film forgalmazásában.
A film általánosságban vegyes véleményeket kapott a kritikusoktól. A Metacritic oldalán a film értékelése 35% a 100-ból, ami 31 véleményen alapul. A Rotten Tomatoeson a Dumb és Dumber kettyó 26%-os minősítést kapott, 94 értékelés alapján.

## Rövid történet
A két barát 20 év után útra kel, hogy egyikük elveszett lányát megkeressék.

## Cselekmény
|  | Alább a cselekmény részletei következnek! |

Húsz évvel az első film eseményei után Lloyd Christmast (Jim Carrey) szanatóriumban kezelik, amióta a régi szerelme, Mary Swanson (Lauren Holly) elutasította őt. Ahogy Harry Dunne (Jeff Daniels)  minden egyes héten meglátogatja a legjobb barátját, hamarosan rájön, hogy Lloyd végig szimulálta az egész rendellenes életét egy poén miatt. Lloyd úgy dönt, hogy elhagyja a helységet Harry-vel és elmennek a lakására. Amikor odaérnek, Harry elmondja az orvosi problémáját: rossz az egyik veséje és szüksége van egy donorra, aki új vesét tud adni.
Mindketten azt a döntést hozzák, hogy elmenjenek Harry régi otthonához, de ott sajnos a szülei veséi nem megegyezőek az övével, mert nem a vér szerinti őseiről van szó, az igaziak viszont meghaltak. A ház elhagyása során az apja átad egy doboznyi felhalmozott levelet Harrynek, amiket az elköltözése miatt semmilyen úton-módon nem tudott megkapni. Ezek közül az egyik egy képeslapot tartalmaz a régi barátnőjétől – Fraida Felcherről (Kathleen Turner) még 1991-ből. Az áll rajta, hogy terhes és hívja fel, mert szüksége van rá. Elmennek Fraidához, aki épp a család temetkezési vállalatánál tartózkodik. Fraida bevallja, hogy van egy lánya, Fanny, akit beadott lelencbe, mert szüksége volt a pénzre. Írt Fannynak rengeteg levelet, de ő elolvasatlanul visszaküldte az összeset azzal a búcsú mondattal, hogy: Vissza a feladónak, kérlek több levelet ne küldj. Fraida mutat mindkettejüknek egy képet Fannyról, aki megtalálható az interneten; Lloyd azonnal beleszeret Fannyba, miután látja a képet róla. A páros úgy dönt, hogy megkeresik Fannyt, miután vesznek egy halottaskocsit a szalonból, amivel készülnek elmenni Marylandbe, ahol Fanny most éppen él. Dr. Abel Pinchelow (Steve Tom) és a felesége, Adele (Laurie Holden) az örökbefogadó szülei a lánynak, akinek új nevet választottak: Penny. Penny el fog menni El Pasoba (Texas), a KEN (Kutatási Eredmények Napjainkban) konferenciára, ahol beszédet kell tartania az apja életművéről és egy csomagot is el kell vinnie az egyik ott lévő orvosnak. Penny végül otthon felejti a csomagot, valamint a mobilját.
Adele titokban próbálja megmérgezni Bernardót, a család házgondnokának segítségével, Travissel (Rob Riggle). Ahogy Harry és Lloyd megérkeznek a házhoz, tájékoztatják Pinchelowsékat a helyzetről, ekkor rádöbben Abel, hogy Penny otthon hagyta a csomagot, amely a maga módján milliárdokat ér. Adele azt az ötletet veti fel, hogy talán Harry és Lloyd elszállíthatnák a csomagot Pennynek. Adele és Travis is kaphat a milliárdokból, ezért beleegyeznek. Travis kíséri el a duót, aki nagyon haragszik rájuk a sok bohóckodás miatt. Miközben úton vannak, Travis egy petárdát gyújt meg a kocsiban, hogy visszavágjon a fiúknak a sok szívatásért. Leállítja Harry a kocsit az út közepén és kiszállnak, mert a fülük a nagy durranás miatt "besípol". Travis kihasználva az időt, megpróbálja lelőni őket, de az utolsó pillanatban egy tehervonat elcsapja őt a halottaskocsival együtt.
A két jó barát folytatja az útjukat, rábukkannak a régi furgonra az egyik bolt előtt. Elviszik egy körre, de az autó kerekei kitörnek úti bukkanó során. Végül kénytelenek lesznek ellopni egy Zambonit. Adele megtudja Travis ikertestvérétől, Lippencott kapitánytól, hogy meghalt Travis, ezért a nő beleegyezik Harry és Lloyd megölésébe.
A páros elmegy az El Pasói KEN kongresszushoz. Harryt összetévesztik Bernarddal, a duót felkérik egy szemináriumi részvételre. Harry és Llyod összevitatkozik, amikor Harry rájön, hogy Lloyd el akar menni Pennyhez. Harry nem engedi, hogy kapcsolatban legyen a legjobb barátja a lányával, ezután Lloydot kikísérik az intézményből, mivel nem szerepel a neve a listán. Lloyd ezt követően kap egy hívást Pennytől. Elmondja neki, hogy itt van az apja, majd megbeszélnek egy találkozót a szökőkútnál. A szökőkútnál mikor megismerkednek, elmennek egy étterembe, ahol Lloyd rájön, hogy nem Harry a biológiai apja Pennynek.
Adele megérkezik a konferenciára és beárulja Harryt, mint csalót és elmondja, hogy nem ő a konferencia feje, mivel nem a férje. Fraida is megérkezik, majd meghúzza a tűzjelzőt, melytől mindenki elkezd kifelé menekülni. Harry belefut Fraidába és Pennybe, ám abban a pillanatban Lippencott is felbukkan, aki fegyvert szegez rájuk. Sikerül elmenekülni a mosdóba, hogy elrejtőzzenek, de ő és Adele követi őket. Miután Lloyd is megérkezik a mosdóba, Adele és Lippencott megpróbálja lelőni őket, de három rendőr beront az egészséges kinézetű Abellel, aki rájött, hogy Adele meg akarta őt mérgezni. A csomag tartalma négy darab sütemény, amit Pennynek kellett volna átadnia az egyik kongresszusi fejesnek. Adele ekkor ráfordítja a fegyvert Pennyre és lelövi, de Harrynek időben sikerül a golyó elé vetnie magát, melytől súlyosan megsérül. Adele-t és Lippencottot letartóztatják.
Harryt sietve viszik át a kórházba, ahol kiderül, hogy Harry kölcsönösen átverte Lloydot a súlyos vesebetegségéről, mert valójában kutyabaja. Fraida elmeséli Harrynek és Lloydnak, hogy nem Harry a biológiai apja Pennynek, hanem egy elhunyt középiskolás barátjuk, Foster Folter (vagy "Fosfolt", ahogy nevezték). Ahogy mindketten készülnek elhagyni El Pasót, a helyszínen feléjük sétál két gyönyörű nő. Úgy döntenek, hogy nem hagyják ki ezt a lehetőséget, mert még egy ilyen "jó esélyük" nem lenne, a két nőt belökik a bokorba viccszerűen és elrohannak onnan.
A stáblista leforgása után látható egy jelenet, melyben Harry és Lloyd vezetik a Zambonit az országúton és panaszkodnak, hogy rossz a család turmixa. Dumbé vaníliás helyett csokis, Dumberé pedig csokis helyett vaníliás, ezért a két dilinyós hátradobja, ami telibe talál egy teherautót. A sofőrje az első részből ismert Zsilett (Cam Neely), aki elkezdi dühösen hajszolni őket. Bejön egy plakát a Dumb és Dumber kétszer kettő (Dumb and Dumber For) logójával, ami a „közeljövőben”, 2034 nyarán jelenik meg.
|  | Itt a vége a cselekmény részletezésének! |

## Szereplők
| Színész         | Szereplő                         | Magyar hang       |
| --------------- | -------------------------------- | ----------------- |
| Jim Carrey      | Lloyd Christmas / Dumb           | Kerekes József    |
| Jeff Daniels    | Harry Dunne / Dumber             | Haás Vander Péter |
| Laurie Holden   | Adele Pichlow                    | Ősi Ildikó        |
| Kathleen Turner | Fraida Felcher                   | Andresz Kati      |
| Steve Tom       | Dr. Abel Pinchelow               | Perlaki István    |
| Rachel Melvin   | Penny Pichlow, Dr. Pichlow lánya | Vágó Bernadett    |
| Rob Riggle      | Travis / Lippincott százados     | Anger Zsolt       |
| Eddie Shin      | Gordy                            | Kossuth Gábor     |
| Brady Bluhm     | Billy                            | Molnár Levente    |
| Patricia French | Ms. Sourpuss                     | Halász Aranka     |
| Tembi Locke     | Dr. Walcott                      | Solecki Janka     |
| Cam Neely       | Sea Bass / Zsilett (cameoszerep) | Jakab Csaba       |